# Andraos Abouna
Andraos Abouna (ur. 23 marca 1943 w Bedare/Zakho, zm. 27 lipca 2010 w Irbil) – iracki duchowny chaldejski, biskup kurialny patriarchatu Babilonu w latach 2003–2010.

## Życiorys
Święcenia kapłańskie przyjął 5 czerwca 1966 i został inkardynowany do archidiecezji Bagdadu. Początkowo pracował duszpastersko na terenie archidiecezji, w latach 1989–1991 był sekretarzem patriarchy Rafaela I BiDawida. W 1991 został duszpasterzem chaldejskich katolików w Londynie.
W październiku 2002 został wybrany przez Synod Kościoła chaldejskiego biskupem kurialnym patriarchatu Babilonu. Wybór został zatwierdzony 6 listopada przez Jana Pawła II, który przydzielił mu stolicę tytularną Zenobias, zaś 6 stycznia następnego roku osobiście udzielił mu w Watykanie sakry biskupiej. We wrześniu 2004 otrzymał stolicę tytularną Hirta.
Zmarł 27 lipca 2010 w szpitalu w Irbil na niewydolność nerek.